# Oreohelicidae
Oreohelicidae (Pilsbry, 1939) è una famiglia di molluschi gasteropodi polmonati terrestri dell'ordine Stylommatophora.

## Distribuzione e habitat
La famiglia ha un areale neartico.

## Tassonomia
Comprende i seguenti generi:
- Oreohelix Pilsbry, 1904
- Radiocentrum Pilsbry, 1905